# Heliangelus strophianus
El colibrí pectoral (Heliangelus strophianus), también denominado ángel nariñense (en Colombia), solángel de gorguera (en Ecuador) o ángel del sol gargantudo, es una especie de ave apodiforme de la familia Trochilidae, perteneciente al género Heliangelus. Es nativo del noroeste de América del Sur.

## Distribución y hábitat
Se distribuye por la pendiente occidental de la cordillera de los Andes del extremo suroeste de Colombia (Nariño) y oeste de Ecuador.
Esta especie es considerada localmente bastante común en sus hábitats naturales: principalmente las selvas húmedas pre-montanas, pero también puede ser encontrado en los bordes arbustivos de la selva y en enmarañados vegetales. En altitudes por encima de los 1200 m, raramente hasta los 2800 m. La mayoría de los registros son en zonas subtropicales pero también ocurre en zonas templadas.

## Sistemática

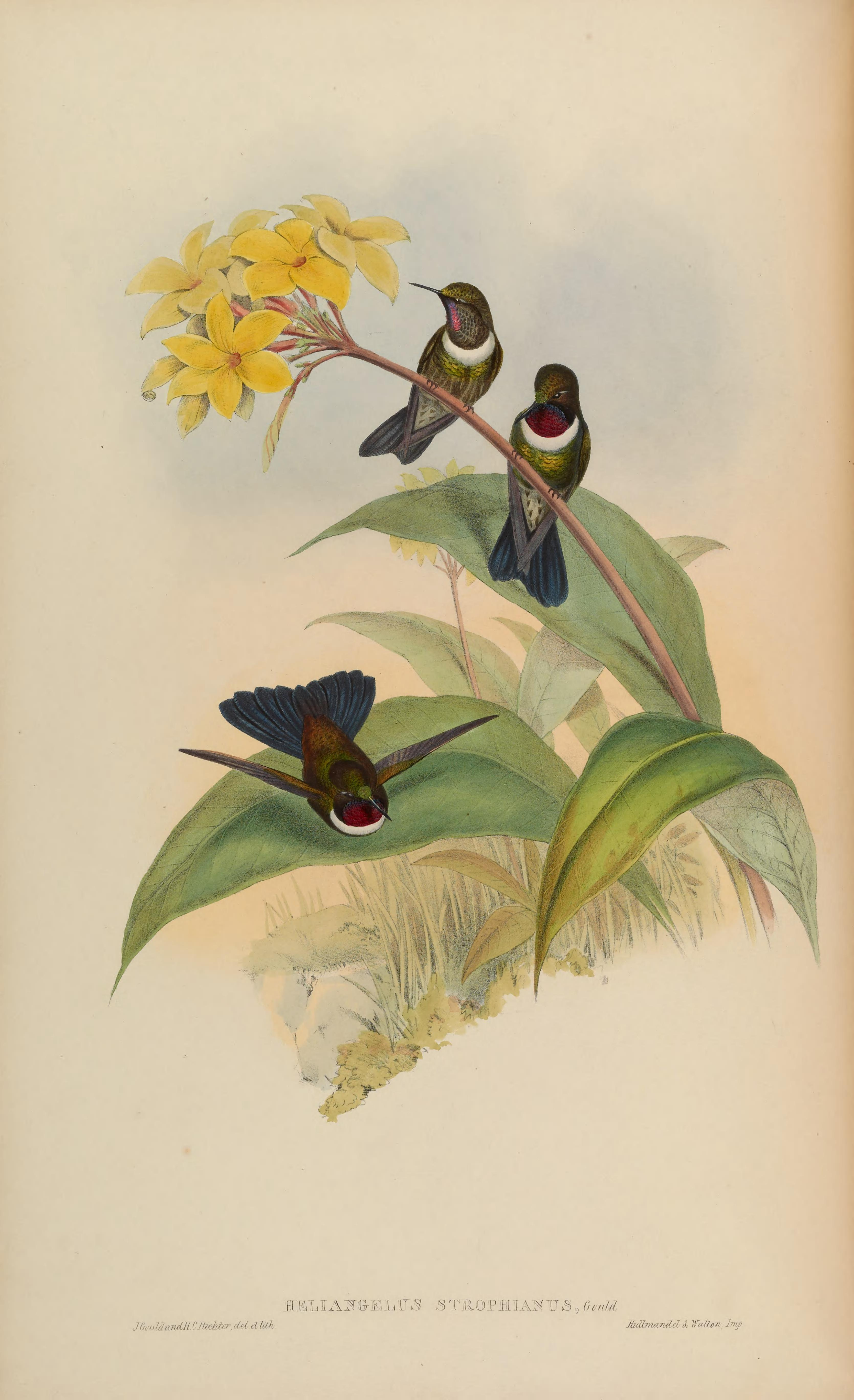
Heliangelus strophianus ilustración de Gould y Richter en A monograph of the Trochilidae, or family of humming-birds 4, 1861.

### Descripción original
La especie H. strophianus fue descrita por primera vez por el ornitólogo británico John Gould en 1846 bajo el nombre científico Trochilus strophianus; la localidad tipo no fue dada y se asume: «oeste de Ecuador».

### Etimología
El nombre genérico masculino «Heliangelus» se compone de las palabras del griego «hēlios» que significa ‘sol’, y «angelos» que significa ‘ángel’; y el nombre de la especie «strophianus», proviene del latín «strophium» que significa ‘banda del pecho’.

### Taxonomía
La forma descrita Heliangelus violicollis conocida apenas por dos pieles de origen incierta, podría ser una forma aberrante de la presente especie. Es monotípica.